# 国鉄EF61形電気機関車
EF61形電気機関車（EF61がたでんききかんしゃ）は、日本国有鉄道（国鉄）および日本貨物鉄道（JR貨物）に在籍した直流用電気機関車である。1961年（昭和36年）から新造された基本番台18両と、1977年（昭和52年）からEF60形の改造によって編入された200番台8両が存在する。

## 概要
1960年（昭和35年）に開発されたEF60形は、国鉄の近代的な大型直流電気機関車の第一陣であった。この機関車は一般貨物列車を牽引するためには十分な性能を備えてはいたが、牽引力重視の設計ゆえ高速走行時の特性に難があり、旅客列車や高速貨物列車の牽引には不向きだった。また、客車暖房のための蒸気発生装置 (SG) ならびに電気暖房装置 (EG) が搭載されておらず、その点でも当時の一般旅客列車牽引には適さなかった。
本形式は、1958年（昭和33年）に製造が終了していた旅客列車用機関車EF58形の後継として設計され、1961年（昭和36年）から製造が開始されたものの、動力近代化計画によって一般旅客列車を電車化する方針が示されたため、新製されたのは18両に留まった。

## 構造
EF60形の1次形をベースにして、以下に示す設計変更を行い旅客列車牽引に対応させた。
- 冬期の一般客車牽引に対応するSG1B形暖房用蒸気発生装置を機器室内に搭載し、SGの重油タンク・水タンクは運転室後部に分散して配置された。機器室の内部配置もSG搭載の都合により電動送風機・主電動機冷却風道がEF60形から変更されたほか、空気圧縮機は床下装備となっている[1]。
  - 当時は直流電化区間の旅客列車の電車への移行が進行し、東海道新幹線の建設工事も始まっていた時期で、将来的にはSGを外し貨物用に改造することを視野に入れての設計である。
- SG搭載により重量が増加するが、本形式は旅客列車用ということで、旅客列車の牽引に特に必要のないバーニア制御器や再粘着装置などの一部の機器を省略して最終的にはEF60形と同一の96.0tに車重を抑えた。
- 高速化のため主電動機の歯車比を15:82=1:5.47→16:82=1:5.13に変更。
  - EF60形1次形の電動機側小歯車の15枚に対して、本形式では1枚増やした16枚の歯車を取り付けるという機械構造的に興味深い手法で変更が行われた。
- 車体はEF60形1次形に比してSG装置を搭載する必要があるため1.6m延長され、側面の換気ルーバーや小窓は横長に連続した形態とした。連続した小窓は車内への「明かり採り」の効果向上を狙ったもので、以後の国鉄電気機関車の多くにも採り入れられることとなった。
- 台車もEF60形1次形のものを基本として両端用はDT115としたが、EF60形より台車中心間隔が伸びたため、中間台車はEF60形の2号機で試験的に採用した近似直線変位式の揺れ枕吊りリンクを備えるDT116Aとなった[2] 。

製造当初の車体塗装は、EF60形基本番台と同一のぶどう色2号（茶色）の一色で、1965年（昭和40年）からEF60形と同様に側面全体と前面上半部・下部を青15号、前面窓下部をクリーム1号とした塗装に全機とも変更されている。

## 製造
| 車両番号 | 製造所                | 新製配置   | 製造名目                                               | 予算             |
| -------- | --------------------- | ---------- | ------------------------------------------------------ | ---------------- |
| 1 - 10   | 川崎車輛 川崎電機製造 | 宮原機関区 | 山陽本線岡山 - 糸崎間電化 旅客列車牽引機の電気機関車化 | 昭和36年度本予算 |
| 11 - 18  | 汽車製造 東洋電機製造 | 宮原機関区 | 山陽本線岡山 - 糸崎間電化 旅客列車牽引機の電気機関車化 | 昭和36年度本予算 |

上述のとおり旅客用直流電気機関車の需要自体が電車化の進展で減少したこともあって、発注・製造はこの一度のみで製造両数も18両にとどまった。

## 改造
主電動機の駆動力伝達には、EF60形1次形と同様の日立製作所製QD2C形クイル式駆動装置を搭載した。しかし、これが原因とされる走行中の異常振動現象による駆動系トラブルが多発したため、1974年（昭和49年）から1977年（昭和52年）にかけてリンク式に改造された。

## 瀬野八用改造機

### 概要
山陽本線瀬野 - 八本松間（瀬野八）補助機関車（補機）として使用されていたEF59形は、戦前製の電気機関車からの改造車であり老朽化が進んでいた。そのため、置き換え用として、EF60形初期車14両すべてとEF61形基本番台18両から8両を改造し、EF60形改造車を200番台、EF61形基本番台改造車を100番台とし、改造機のEF61形22両でEF59形24両を置き換える計画が立てられた。
まず200番台8両が落成し使用されたが、補機が重連運転かつ力行中に、本務機が非常ブレーキを使用すると、補機の押し上げ力が過大なため編成中に横圧が発生し、座屈脱線の危険性があることが判明した。このため、当形式による補機は単機運用可能な1,000t以下の列車に限定されることとなり、1,200t級列車についてはEF59形重連による補機運用を継続することとなった。これにより100番台を含む残りの改造は中止された。以降、1,200t級列車の単機運用が可能な補機はEF67形登場まで待つこととなる。

### 100番台
基本番台にSGの撤去・電動機側小歯車の交換・重連総括制御装置・デッキの追加などの改造を施工し本格的な瀬野八用補機とする番台区分。前述のとおり、計画のみに終わり、実際の改造は中止された。

### 200番台

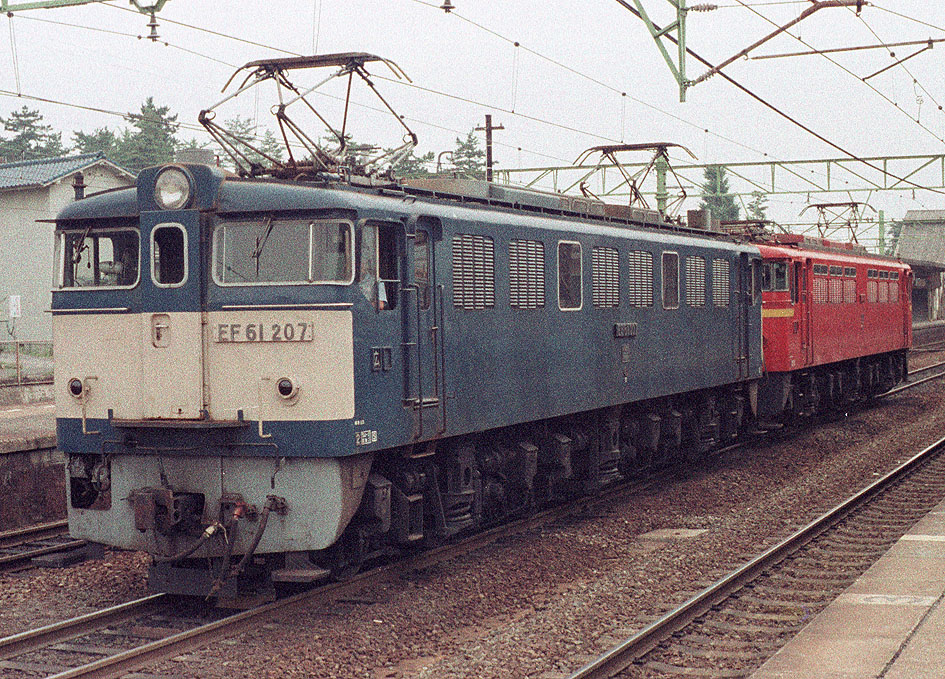
EF61 207

1977年、クイル式のEF60 1 - 14を、瀬野八用補機に改造し、本形式に編入する計画で設定された区分番台である。
1,000t以下の列車においては単機で、それ以上の重量の列車においては重連で使用することを前提として以下の改造を施工した。
- 前面に貫通扉と総括制御用ジャンパ連結器を設置。
- 東京方連結器を空気管付密着自動連結器に交換し、解放用てこに走行中解放用空気シリンダーを追設。
- 後に、東京方前面（Ⅰエンド）にデッキを設置。
  - 登場時にデッキはない。デッキの取り付けについては、運転台昇降時の利便性や機関区内運用時での安全性確保の点で、運転手や構内作業員等から改造前の要望ヒアリング時に上がっていたが、当初の改造項目からは見送られていた。置き換え対象のEF59はデッキ付きであり、現場からの要望は容易に想像できる。
  - 単機運用を決定付けた試験時の座屈事故をきっかけに、安全対策として大型緩衝器を取り付けることとなり、そこに発生したスペースに手すりを取り付けたものが、このデッキである。当初は、座屈事故直後に既存の正面ステップに正面右側のみに昇降用階段と手すりを取り付ける暫定工事を、201,211に対してのみ広島工場にて実施し、運用を開始した。その間、201の重連相手だった210や、既に瀬野機関区へ送り込まれていた車両も、EF67へも引き継がれる最終形態のデッキ取り付け工事が完了するまで休車扱いだった。デッキは、201、211にのみ工事を行った暫定と最終形態のみで、中間過程のものは存在しない。
  - その後、203・204が最終形態のデッキ付きで登場し、順次仕様統一への改造が施される。なお、既に単機運用が前提だったにも拘らず、重連装備を残したままだった。２つの重連用ジャンパ栓はデッキの取り付けに伴い、スカートから正面右側階段脇へ縦並びに移設され、また空気作用管はその長さが延長されている。なお、ジャンパ栓取付け位置の変更に伴うスカート側の切取り形状は、各車で異なり統一されていない。ジャンパ栓の取り外しや釣り合い管、元空気溜め管の開閉コックの切り落としといった単機運用への改造は、運用開始後しばらく至って実施された。

その他の小改造として、運転席側窓にのみＬ字型の肘掛けが設置されている。EF59では、助手席側にも雨樋を前後に貫く棒があったが、EF67(0,100)には設置されていない。
改造後の車両番号は、種車の原番号+200が与えられた。しかし、重連使用時に不具合が見つかり、改造計画が途中で中止になったことから、8両のみの改造にとまり、202・205・208・212・213・214が欠番となった。改番の状況は次のとおりである。
- EF60 1・3・4・6・7・9 - 11→EF61 201・203・204・206・207・209 - 211
- JR貨物広島車両所の鉄道博物館には、EF61 201の改造元車のEF60 1や、幻のEF61 212のナンバープレートが展示されている。

## 運用

### 0番台

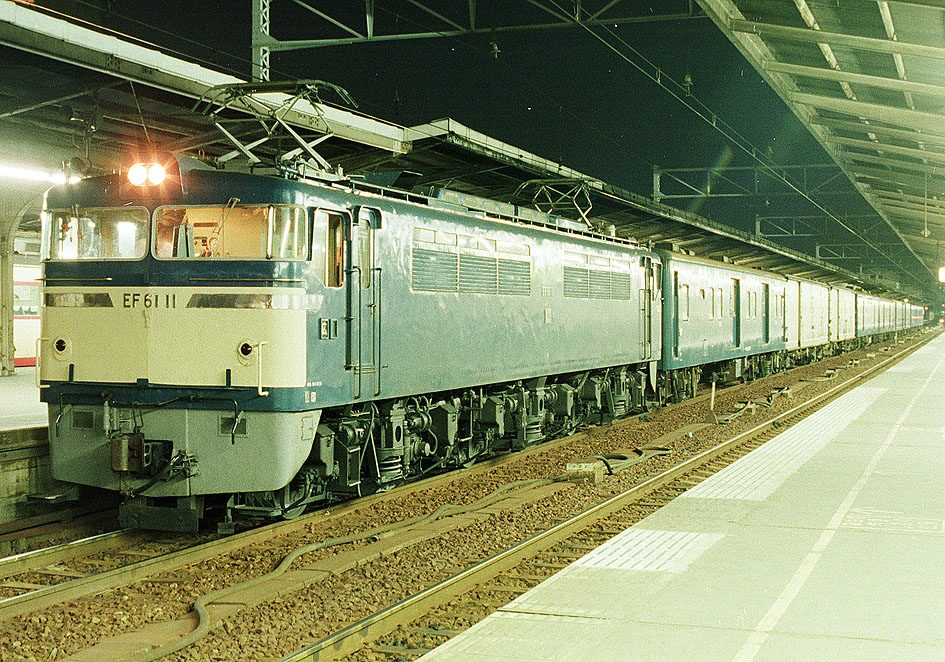
EF61 11+荷物列車

基本番台は1961年の製造当初は宮原機関区に配置された。東京 - 岡山間で東海道・山陽本線の急行列車を主に牽引したほか、一時的にはEF58形の予備機として寝台特急列車（ブルートレイン）運用にも投入され、主に「あさかぜ」を牽引している。1962年（昭和37年）の山陽本線広島電化後は同駅まで旅客列車を牽引し、間合い運用として瀬野 - 八本松間（通称「瀬野八」）での旅客電車の補助機関車運用などにも投入された。そのため、本形式には自動連結器解放テコに走行中開放用空気シリンダーが、両エンドに取り付けられている。
1963年（昭和38年）のEF60形500番台登場により寝台特急の牽引運用からは撤退したものの、1964年（昭和39年）の山陽本線全線電化では下関まで運用範囲を広げた。1965年（昭和40年）以降は東海道新幹線開業の影響により急行列車や普通列車牽引の運用を減らし、荷物列車の牽引にも充当されることになったほか、運用に余裕が生じた結果一部が吹田第二機関区に貨物列車用として貸し出された。1968年（昭和43年）10月のダイヤ改正に際しては広島機関区に梅小路 - 下関間の貨物列車用として転属、荷物列車を含め旅客列車牽引の運用をすべて失った。その後、急行「阿蘇」や「音戸」といった急行列車、浜松 - 広島間の荷物列車1往復を中心に旅客列車牽引の定期運用が復活したものの、1975年（昭和50年）3月10日の山陽新幹線博多開業によって東海道・山陽本線の定期客車急行列車の牽引運用からは外れ、荷物列車や臨時列車での運用を除くと貨物列車運用が主体となる。岡山・広島周辺で短距離のローカル貨物列車を牽く地味な運用が多い一方、自動車輸送のため岡多線に入線する貨物列車1往復を牽引したこともあった。
1978年（昭和53年）以降は広島機関区のEF58形に廃車が始まったことから、その補充で本形式は貨物列車の運用を呉線に入線する列車のみに縮小、山陽本線の荷物列車牽引へ多く充当されることとなり、広島 - 下関間の荷物37列車では機関車回送を兼ねた本形式同士の重連運用も設定されたが、同時期にはSGによる車体の腐食が問題となっていた。EF58形と比べて本形式は車体の外板が薄いため、蒸気の排出口を中心に屋根板の腐食と強度低下が早く進行し、一部の車両では錆びた屋根が抜け落ちる事故が発生した。屋根の抜けた車両のうち、1は屋根の約半分を張り替えるなど大規模な修繕に数か月を要した。
その後、老朽化により運用から外れる車両が発生し、1983年（昭和58年）3月には、1979年以来休車が続いていた7が最初の廃車となった。その後も状態不良車を中心に廃車が続き、最後まで残った9両についても、荷物列車の電気暖房化により1984年（昭和59年）2月1日のダイヤ改正で基本番台全機が運用から外れ、1985年（昭和60年）までに廃車された。なお、11は晩年、209・211などとともに広島機関区所属機の特徴でもある下枠交差型のPS22Bパンタグラフに交換されている（上掲画像も参照）。

### 200番台

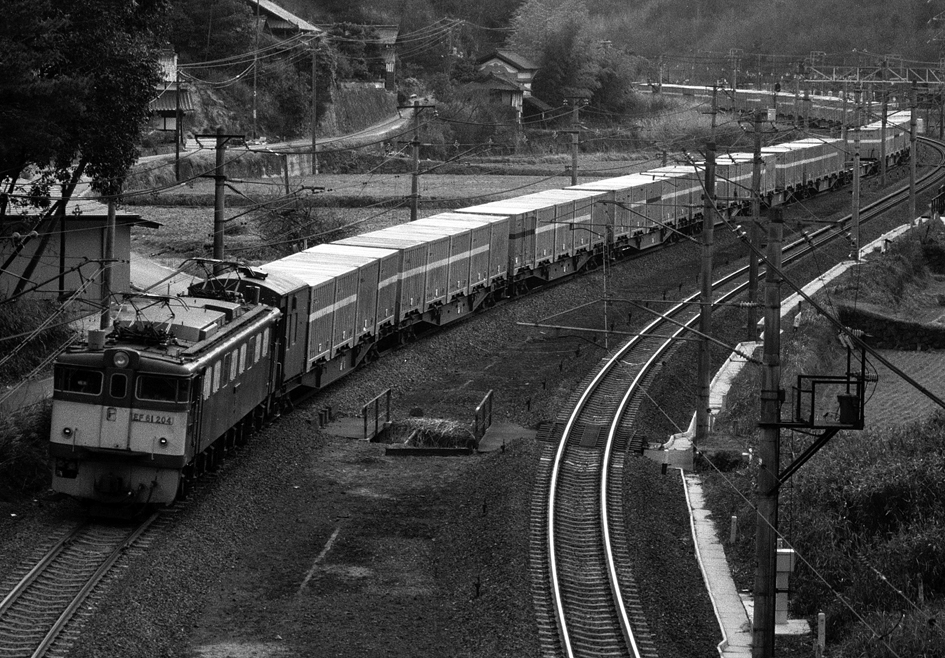
EF61 204 補機運用

200番台は瀬野機関区に配置され補機運用に就いたが、重連運転が出来ない問題から単機運用に限定されたために早くから余剰が発生した。1980年（昭和55年）10月改正による単機運用の減少で201・203の2両が長期間休車指定となり瀬野機関区に留置、1982年（昭和57年）11月改正でさらに1両が休車となって瀬野機関区に留置されたが、後に203以外の2両は休車から復帰した。一方、203は1986年（昭和61年）11月改正の直後に廃車された。
1987年の国鉄分割民営化時には203を除く200番台7両がJR貨物に承継されたが、老朽化により1990年（平成2年）よりEF67形100番台に置換えが開始され、1991年（平成3年）までに全機廃車となった。

## 保存機

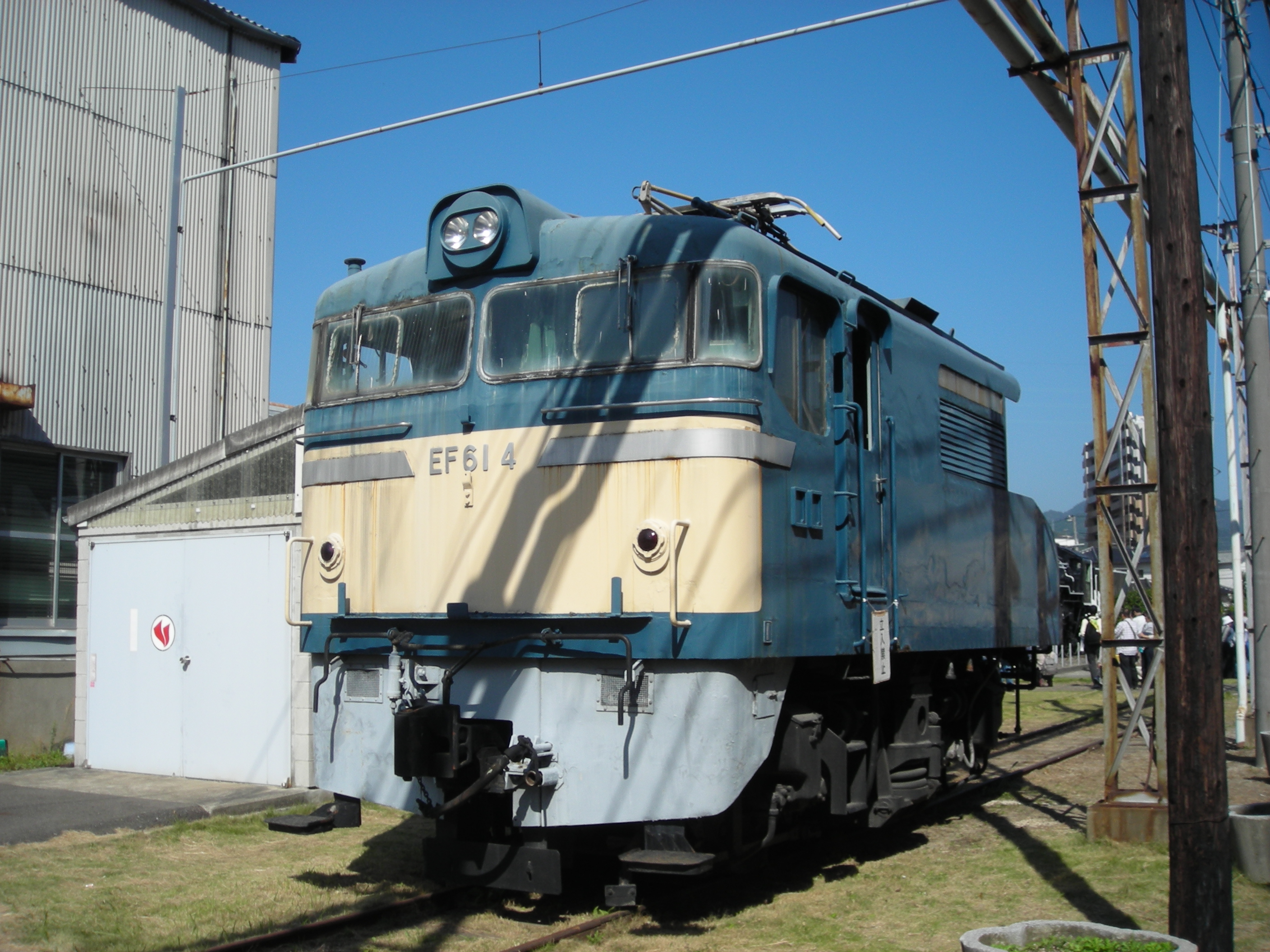
EF61 4 カットボディ

201号機が解体処分されて以降、全体の形状をとどめるものは無く部分保存の4号機が残っていたが2022年に解体されたため全て現存しない。
保存後解体
- EF61 4 - 広島車両所 - 1エンド側前面のみカットボディで静態保存されていたが2022年に同じくカットボディだったEF59 16ともども解体された。

- EF61 201 - 吹田機関区 - 扇形庫が撤去された際に解体され現存しない。